# Leiophron stenodemae
Leiophron stenodemae är en stekelart som först beskrevs av Loan 1973.  Leiophron stenodemae ingår i släktet Leiophron och familjen bracksteklar. Inga underarter finns listade i Catalogue of Life.